# Gani Gashi
Gani Gashi (ur. 27 lutego 1944 w Mramori) – kosowski malarz, doktor honoris causa.

## Życiorys
Ukończył w Prisztinie studia na Akademii Sztuk Figuratywnych oraz studia podyplomowe.
W latach 1963–1967 pracował jako nauczyciel, następnie w latach 1968–2002 był redaktorem dziennika kosowskiego dziennika Rilindja, gdzie poruszał tematy sztuki figuratywnej. Pierwszą swoją wystawę obrazów otworzył w 1969 roku na korytarzu Wydziału Filozoficznego Uniwersytetu w Prisztinie. W 1980 roku został członkiem Stowarzyszenia Artystów Figuratywnych Kosowa.
W 2022 roku w Narodowej Galerii Sztuki Kosowa miała miejsce osobista wystawa Ganiego Gashiego. W tym samym roku został uhonorowany tytułem doktora honoris causa. Zamieszkał w Prisztinie.